# 3092 Herodotus
A 3092 Herodotus (ideiglenes jelöléssel 6550 P-L) egy kisbolygó a Naprendszerben. Cornelis Johannes van Houten,  Ingrid van Houten-Groeneveld,  Tom Gehrels fedezte fel 1960. szeptember 24-én.